# Laena logshengica
Laena logshengica (лат.) — вид жуков-чернотелок рода Laena из подсемейства мохнатки (Lagriinae, Tenebrionidae). Юго-Восточная Азия. Назван по месту обнаружения (Logsheng Hot Spring, Guangxi).

## Распространение
Юго-Восточная Азия: Китай (Гуанси-Чжуанский автономный район и Фуцзянь).

## Описание
Мелкие бескрылые жуки-чернотелки, длина тела от 3,8 до 4,8 мм, спинная поверхность темно-коричневая без металлического отблеска. L. logshengica похож на некоторые виды юго-восточного Китая с неширокими боковыми полями переднеспинки. Другой известный вид с неширокими полями — L. hlavaci Schawaller, 2008 из провинции Цзянси, но у этого вида все бёдра с отчётливыми зубцами. L. armidentata Wei & Ren, 2018 из провинций Аньхой и Чжэцзян с неширокими краями может быть отделён мелкими зубцами только на передних и средних бёдрах. Сходные L. guangxica Schawaller, 2008 (Гуанси) и L. jiangxica Schawaller, 2008 (Цзянси) имеют боковые края переднеспинки с выступами. Кроме того, у L. guangxica переднеспинка наиболее широкая посередине, задний край такой же широкий, как передний, а выпуклые надкрылья имеют рассеянные мелкие точки с длинными волосками. У L. jiangxica переднеспинка наиболее широкая в передней трети, как и у L. logshengica, но L. jiangxica крупнее (5,5—6,0 мм), а надкрылья плоские с рассеянной мелкой пунктировкой и длинными волосками. Laena hajeki из Гуандуна также похожа, но этот вид в среднем крупнее (5,0—5,6 мм), а боковые края переднеспинки имеют отчётливые выступы. Вид был впервые описан в 2023 году немецкими колеоптерологами Вольфгангом Шваллером (Dr. Wolfgang Schawaller) и Aron Bellersheim (Staatliches Museum für Naturkunde, Штутгарт, Германия).